# نيشان سريتينية
نيشان سريتينية (بالصربية: Сретењски орден) هو رابع أعلى نيشان تمنحه دولة صربيا تكريماً للجدارة في مختلف المجالات مثل الأنشطة العامة والاقتصادية والثقافية والتعليمية والرياضية والإنسانية. 
يُمنح نيشان سريتينية بمرسوم يصدر عن رئيس صربيا في المناسبات الخاصة، ويمكن منحه للأفراد أو المؤسسات.

## درجات التكريم
يُمنح نيشان سريتينية في ثلاث درجات للتكريم، وهي:
| درجة التكريم                     | شارة النيشان | شريط النيشان |
| -------------------------------- | ------------ | ------------ |
| نيشان سريتينية من الدرجة الأولى  |              |              |
| نيشان سريتينية من الدرجة الثانية |              |              |
| نيشان سريتينية من الدرجة الثالثة |              |              |

## أبرز الحاصلين على النيشان
| السنة | اسم الحاصل على النيشان | الدولة                     | درجة التكريم                     | ملاحظات               |
| ----- | ---------------------- | -------------------------- | -------------------------------- | --------------------- |
| 2021  | إمير كوستوريكا         | صربيا                      | نيشان سريتينية من الدرجة الأولى  |                       |
| 2016  | بلدية كورفو            | اليونان                    | نيشان سريتينية من الدرجة الأولى  |                       |
| 2013  | هارولد بنتر            | المملكة المتحدة            | نيشان سريتينية من الدرجة الأولى  | مُنح النيشان بعد وفاته |
| 2013  | بيير ماري جالوا        | فرنسا                      | نيشان سريتينية من الدرجة الأولى  | مُنح النيشان بعد وفاته |
| 2015  | نعوم تشومسكي           | الولايات المتحدة الأمريكية | نيشان سريتينية من الدرجة الثانية |                       |
| 2014  | أرشيف صربيا            | صربيا                      | نيشان سريتينية من الدرجة الثانية |                       |
| 2012  | رمزي كلارك             | الولايات المتحدة الأمريكية | نيشان سريتينية من الدرجة الثانية |                       |
| 2014  | زاستافا آرمز           | صربيا                      |                                  |                       |
| 2020  | كود جراديمير           | صربيا                      |                                  |                       |